# Idiocera bistylata
Idiocera bistylata är en tvåvingeart som först beskrevs av Alexander 1958.  Idiocera bistylata ingår i släktet Idiocera och familjen småharkrankar.
Artens utbredningsområde är Kenya. Inga underarter finns listade i Catalogue of Life.